# Абдуль Тейфук Амітович
Тейфук Амітович Абдуль (крим. Teyfuq Amit oğlu Abdul, Тейфукъ Амит огълу Абдуль; 24 грудня 1915, Партеніт — 18 березня 1945, Нейбрюкен) — радянський офіцер, майор, учасник німецько-радянської війни, командир стрілецького батальйону, Герой Радянського Союзу.

## Біографія
Народився 11 (24) грудня 1915 року в селі Партеніті Ялтинського повіту Таврійської губернії в родині селянина. Кримський татарин.
1932 року закінчив восьмирічну школу в Партеніті, 1935 року — Ялтинський педагогічний технікум, 1939 року — Кримський педагогічний інститут імені М. В. Фрунзе. З 1935 року поєднував навчання з викладацькою роботою: працював вчителем в середній школі селища Ускют (нині Привітне), з 1937 року — завідувачем початковою школою в селі Куру-Узень (нині Сонячногірське), з січня 1938 року — шкільним інспектором в Алуштинському районному відділі народної освіти.
У Червону армію призваний Алуштинським районним військкоматом Кримської АРСР 27 листопада 1939 року. У червні 1941 року закінчив Орловське піхотне училище.
Брав участь у німецько-радянській війні з червня 1941 року. В званні молодшого лейтенанта воював у складі Західного фронту. Брав участь у Смоленській оборонній і в Московській битвах, командував взводом і ротою. Протягом 1941 року був двічі важко поранений — 27 липня і 10 жовтня. З грудня 1941 року — гвардії капітан, командир стрілецького батальйону. У квітні 1942 року направлений на навчання. Член ВКП(б) з 1942 року.
У 1942 році закінчив Вищі стрілецько-тактичні Червонопрапорного курси удосконалення офіцерського складу піхоти «Постріл». З липня 1942 року воював у складі 412-го стрілецького полку 1-ї стрілецької дивізії (з 31 грудня 1942 року — 175-й гвардійський стрілецький полк 58-ї гвардійської стрілецької дивізії) в складі Південно-Західного, з жовтня 1942 року — Донського, з листопада 1942 року — Південно-Західного, з серпня 1943 року — Степового, з жовтня 1943 року — 2-го Українського, з січня 1944 року — 3-го Українського, з липня 1944 року — 1-го Українського фронтів. Брав участь у Сталінградській та Курській битвах. У бою 10 грудня 1942 року був втретє поранений, в бою 24 серпня 1943 року — вчетверте.
У бою 26 вересня 1943 року зі своїм підрозділом форсував Дніпро і захопив зайнятий ворогом Пушкарівський острів на Дніпрі, знищивши перебуваючого на ньому противника. Продовжуючи форсування, батальйон першим в полку висадився на протилежному березі Дніпра та в бою зайняв один з перших плацдармів в смузі Степового фронту в районі села Пушкарівки під містом Верхньодніпровськом на Кременчуцькому напрямку. Під прикриттям димової завіси особисто повів батальйон в атаку на укріплений рубіж ворога, вибив його звідти і з боєм увірвався в село. Бійці кілька днів утримували захоплений плацдарм, забезпечивши переправу на нього головних сил полку. У боях батальйоном ворогу було завдано великих втрат у живій силі і техніці: знищено до 750 солдатів, 2 гармати, 12 мінометів, 42 кулемета, знищено і захоплено до 300 одиниць стрілецької зброї.
У жовтні 1943 року, під час боїв на Дніпрі, був вп'яте тяжко поранений. Перебуваючи на лікуванні в госпіталі, познайомився з гвардії лейтенантом медичної служби Марією Кочиною, з якою невдовзі одружився, і у них народився син. Після повернення на фронт, брав участь у Львівсько-Сандомирській операції і в боях на Сандомирському плацдармі, у Вісло-Одерській і Нижньо-Сілезькій наступальних операціях. У 1944 році призначений заступником командира по стройовій частині 178-го гвардійського стрілецького полку в тій же 58-й гвардійській стрілецькій дивізії.
| Надгробок |
| пам'ятник |

Загинув 18 березня 1945 року в одному з боїв Верхньо-Сілезькій наступальній операції біля населеного пункту Нейбрюкен на території Німеччини. Похований у місті Львові на Пагорбі Слави.

## Нагороди
За успішне форсування річки Дніпра, міцне закріплення плацдарму на західному березі річки і проявлені при цьому відвагу і геройство Указом Президії Верховної Ради СРСР від 20 грудня 1943 року гвардії капітану Абдул Тейфук Амітовичу присвоєно звання Героя Радянського Союзу з врученням ордена Леніна і медалі «Золота Зірка» (№ 2672).
Також нагороджений орденами Червоного Прапора (24 березня 1945; посмертно), Вітчизняної війни 1-го (6 серпня 1943) та 2-го (4 листопада 1943) ступенів.

## Вшанування пам'яті
9 травня 2014 року в Партеніті йому встановлено пам'ятник. У Сімферополі та Бахчисараї є вулиця Абдуль Тейфука.